# 明佐奈
明 佐奈（あかり さな、1989年3月10日 - ）は、日本のAV女優、元レースクイーン。
静岡県出身。身長:161cm 、スリーサイズ:B88・W58・H85。
趣味、特技:映画・カラオケ、ピアノ・書道。

## 略歴
2008年4月に『サーキットの娘』でAVデビュー。
同年7月より「明 佐奈（あかり さな）」に改名。

## 作品

### アダルトビデオ

#### 土屋かなこ 名義
- サーキットの娘 （2008年4月1日、アイデアポケット）
- もしも現役RQがナースだったら （2008年5月1日、アイデアポケット）
- もしも現役RQが女子校生だったら… （2008年5月1日、アイデアポケット）
- RQの宴 SAORI&土屋かなこ（2008年6月1日、アイデアポケット）

#### 明佐奈 名義
2008年
- ベロキス淫乱痴女（7月1日、ワンズファクトリー）
- 接吻や乳首を舐められながら手コキされた僕。 3（7月1日、ワンズファクトリー）
- kira☆kira SPECIAL 極上BODY☆潮吹き大乱交（7月19日、kira☆kira）
- 現役レースクィーン 明佐奈 M男クンの部屋の合鍵ください。（8月8日、アップス）
- 美脚中出し 7（8月9日 隼エージェンシー）
- こだわりの手コキ 4時間SP 9（8月9日、隼エージェンシー）
- 巨乳レイプ レイプされた7人の巨乳（8月19日、ミスター・インパクト）…オムニバス作品
- VIP ROOM 夢のようなサービスを受けられる7つの部屋（9月13日 隼エージェンシー）…オムニバス作品
- 初めての真正中出し（9月27日、モブスターズ）
- フェラコレ2008秋SP（10月11日、隼エージェンシー）
- 大沢佑香のやっぱりレズが好き♥ 潮吹き大洪水スペシャル!!!（10月23日、LADY×LADY）
- 小悪魔Wゴックン（11月19日、エムズビデオグループ）
- 地獄絶頂!金粉凌辱!無限快楽!! 金粉アクメ地獄(12月4日、SODクリエイト)
- THE PIANO LESSON（12月18日、LADY×LADY）
- 好きでもない女に土下座されて無理矢理中出しさせられたボク（12月4日、SODクリエイト）…オムニバス作品

2009年
- 私は痴女 第55報告書 珍棒遊戯（2月9日、クリスタル映像）
- 憧れの先生は絶品ボディ!! 2（2月20日、クリスタル映像）
- 家庭教師はガマンできない 33 （3月6日、クリスタル映像）
- 噂の女子大生狩り 2（4月10日、クリスタル映像）…オムニバス作品

2010年
- ソルトシャワー 美女のおしっこみせて! VOL.3（2月19日、ゲロニア/妄想族）